# Stoubcy
Stoubcy (bělorusky Стоўбцы – Stoŭbcy, rusky Столбцы – Stolbcy) jsou město v Minské oblasti v Bělorusku. K roku 2017 měly přes šestnáct tisíc obyvatel.

## Poloha a doprava
Stoubcy leží na Němenu přibližně pětašedesát kilometrů jihozápadně od Minsku, hlavního města státu. Vede přes ně železniční trať z Minsku přes Baranavičy do Brestu a dálnice M1 ve stejném směru obchází město ze severozápadu.